# Brycon opalinus
A pirapitinga-do-sul (Brycon opalinus), também conhecida como pirapitinga, é uma espécie de peixe caracídeo que habita a Bacia do Rio Paraíba do Sul. Atualmente está ameaçado de extinção, sendo classificado como vulnerável.